# Ridgecrest (Kalifornija)
Ridgecrest je grad u američkoj saveznoj državi Kalifornija. Prema popisu stanovništva iz 2010. u njemu je živjelo 27.616 stanovnika.